# محمد كامل القصاب
الشيخ محمد كامل بن أحمد بن عبد الله آغا القصاب (1290هـ-1373هـ\1873م–1954م)، ولد عام 1290هـ بحي العقيبة في دمشق وأصله من حمص. من رجال التربية والتعليم في دمشق والحجاز وفلسطين، ومن كبار المجاهدين ضد الفرنسيين في سوريا، كما تعاون مع عز الدين القسام في الجهاد ضد الإنجليز في فلسطين.

## بداياته
ولد بدمشق ونشأ فيها وتعلم في الكتاتيب، وقرأ على علماء زمانه، وهو سلفي العقيدة، واقعي الفكير، مجاهد بقلمه وسنانه ضد الاحتلال الكافر لبلاده، وقد أنشأ «المدرسة الكاملية» بدمشق التي تطوع للتدريس فيها جملة من العلماء.

## محنته
ظل الشيح كامل يدرس في مدرسته (الكاملية)، ويلقي الدروس العامة والخطب ويحذر من البدع ويفضح الفساد الإداري العثماني، فقبض عليه وسجن عدة أشهر ثم أفرج عنه. بعد الحرب العالمية الأولى كان الشيخ يكشف للناس خطط الأعداء، الإنجليز والفرنسيين، وأن هدفهم القضاء على الإسلام واحتلال البلاد، فلما أعلن الفرنسيون قائمةً بأسماء الذين حُكم عليهم بالإعدام كان أول اسم في القائمة اسم الشيخ «كامل القصاب». عندما دخل الفرنسيون دمشق عقب معركة ميسلون (24 تموز/يوليو 1920) هرب إلى السعودية، والتفى ثمة بالملك عبد العزيز آل سعود الذي ولاه إدارة المعارف في الحجاز (عقب ضمه بين عامي 24-1926) فأقام عدة سنوات، ثم استعفى ورجع إلى مدينة حيفا في فلسطين، وأنشأ مدرسة هناك ومن ثَمَّ اشترك مع المجاهد عز الدين القسام في جهاد الصهاينة.

## وفاته
في أعوامه الأخيرة رجع إلى دمشق، فعين رئيساً لجمعية العلماء، ثم استقال واعتكف في بيته حتى وفاته سنة 1373 هـ عن عمر يناهز ثلاثاً وثمانين سنة رحمه الله.